# 7502 Arakida
A 7502 Arakida (ideiglenes jelöléssel (7502) 1996 VP7) a Naprendszer kisbolygóövében található aszteroida. Yoshisada Shimizu és Urata Takesi fedezte fel 1996. november 15-én.